# Austrocercoides bullata
Austrocercoides bullata är en bäcksländeart som först beskrevs av Douglas E. Kimmins 1951.  Austrocercoides bullata ingår i släktet Austrocercoides och familjen Notonemouridae. Inga underarter finns listade i Catalogue of Life.